# عين العجوز
عين العجوز هي قرية من قرى وادي النصارى، وتعتبر مركز الوادي لوقوعها بين المنطقتين الشرقية والغربية وتتبع إداريًا ناحية الحواش، وتبعد القرية عن مدينة «تلكلخ» 16 كم وعن مركز محافظة حمص 52 كم. تشترك أراضي القرية مع قرى الحواش والقلاطية والناصرة لدرجة يصعب التفريق بينهم.وتشتهر بنبعة الماء الموجودة فيها والتي تعد مع عين مريم في قرية حبنمرة من أهم معالم الوادي التي يقصدها الكثير من سكان المنطقة والسياح القادمين إليه. كما تضم القرية مشفى تابع لبطريركية أنطاكية وسائر المشرق للروم الأرثوذكس يسمى مشفى الحصن البطريركي، وتحوي أيضًا عدة مراكز مهمة مثل مركز لمنظمة الهلال الأحمر السوري، ومديرية تابعة للحزب السوري القومي الاجتماعي.

## التاريخ
تحمل قرية «عين العجوز» اسمًا قديمًا عرف بـ (بصومع) وهي لفظة سريانية تعني بيت الصومعة يرجع قدمها تقريبا للألف التاسع قبل الميلاد. وتتوضع القرية الحالية التي يقطنها السكان على سفح الجبل، بينما القرية القديمة التي هجرها السكان تقع على ضفة نهر «راويل» اليمنى بين البساتين المروية. وما زالت آثار البيوت القديمة مع جزء من الكنيسة الأثرية الخاصة بها موجودة،
وعلى الرغم من اختلاف تسمية القرية ونمط توزع بيوت القرية بين الماضي والحاضر إلا أن بعض بيوتها بقيت محافظة على التراث المعماري القديم وأهلها ما زالوا أوفياء للعادات والتقاليد التي اشتهروا بها منذ القديم وتوارثوها من جيل لآخر.
أشار بعض المؤرخين أن أبناء القرية اضطروا أيام الاحتلال العثماني لترك منازلهم على ضفة نهر راويل والانتقال للعيش على سفح الجبل المتصل بسلسلة جبال الساحل السوري.

## الثقافة
يوجد عدد كبير من سكان القرية من المتعلمين وأصحاب الاختصاص على الرغم من عدم وجود مدرسة ابتدائية لغاية عام 1953 حيث بنيت بجهود أبناء القرية لتوفير الخدمات التعليمية لأبناء القرية من الصغار خصوصًا الذين كانوا يقصدون بلدة مرمريتا للدراسة، ومعظم السكان يعملون بالزراعة والوظائف العامة، إضافة لعدد كبير من المغتربين من أبناء القرية الذين ساهموا وما زالوا يساهمون في إنعاش قريتهم وتقديم الدعم لبناء المنشآت الحضارية والخدمية ولعل أهمها هو «مشفى الحصن البطريركي» التابع لبطريركية أنطاكية وسائر المشرق للروم الأرثوذكس.

## الزراعة
تشتهر قرية عين العجوز بزراعة الحبوب والحمضيات والزيتون وكروم العنب إضافة إلى زراعة الخضراوات التي أصبحت رائجة في الفترة الأخيرة كنوع من الاكتفاء الذاتي. وتشكل البيئة الزراعية للقرية ككل منظرًا طبيعيًا ساحرًا فيه الأزهار والأشجار المثمرة والحرجية والتي اكتسبت وجودها ونضارتها لقربها من نهر راويل. ref name=":1" />